# Fotòfon

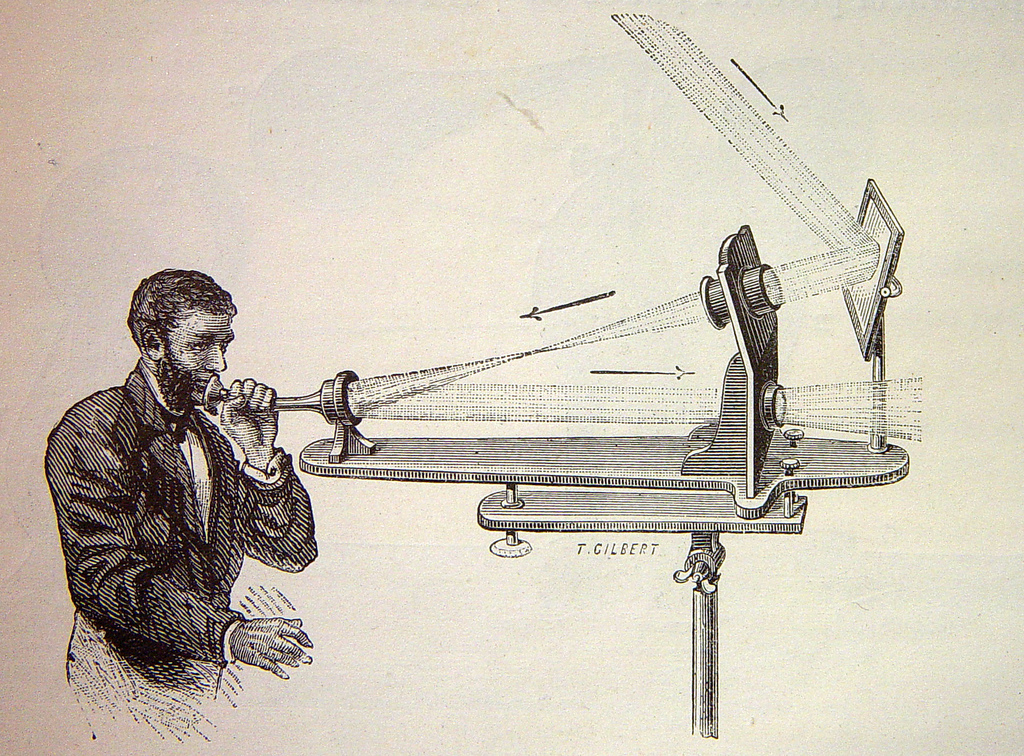
Esbós d'un fotòfon emissor (1880 - 1882)

El fotòfon va ser un dispositiu creat per l'inventor i científic Alexander Graham Bell amb l'ajut de Charles Sumner Tainter, que feia possible que el so es transmetés a través d'una emissió lluminosa.
Bell opinava que el fotòfon era el seu invent més important. De les 18 patents atorgades amb el nom de Bell en solitari, i les 12 que va compartir amb els seus col·laboradors, 4 van ser pel fotòfon, al qual Bell es va referir com el seu "gran assoliment". Poc abans de morir, li va dir a un reporter que el fotòfon era "el millor invent [que he] fet, més gran que el telèfon".

## Funcionament

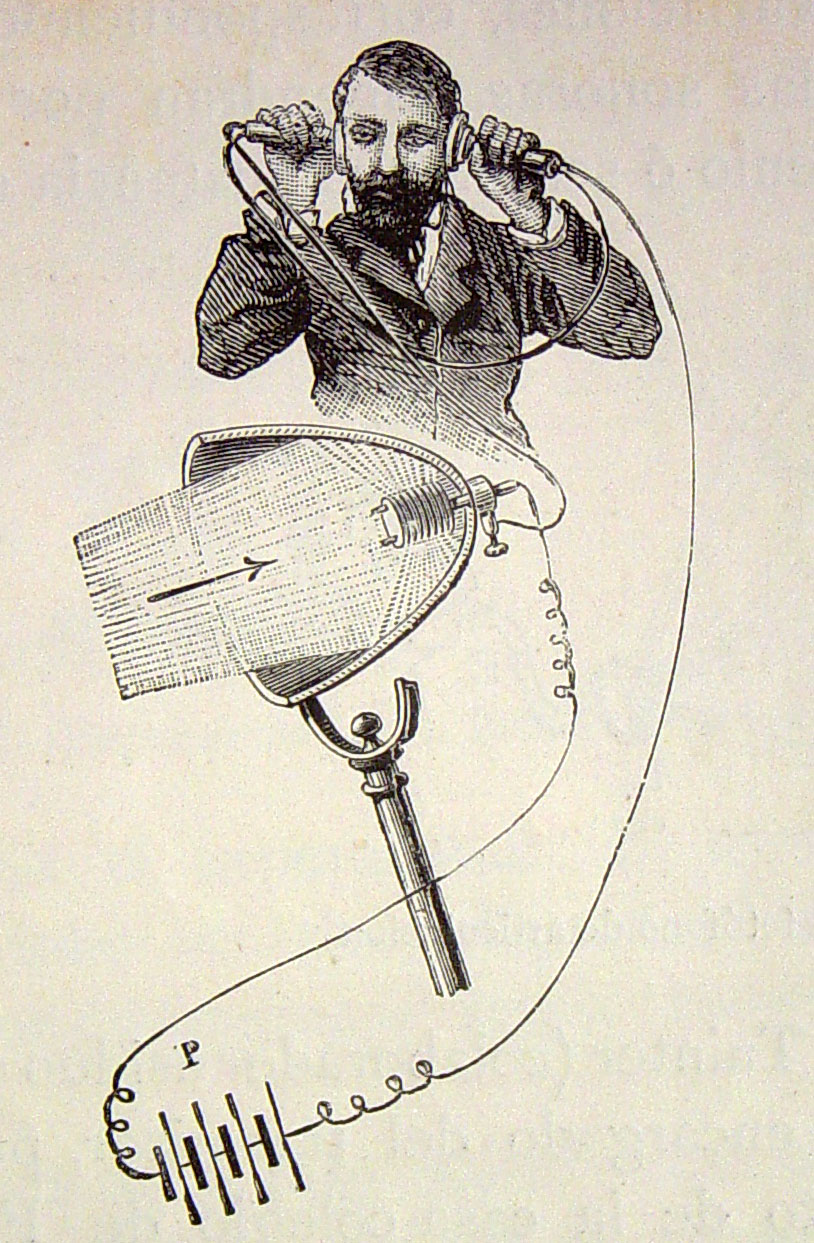
Esbós d'un fotòfon receptor

El fotòfon utilitzava cel·les sensibles a la llum elaborades amb seleni, element químic amb que té entre d'altres propietats resistència elèctrica variable i inversa quan hi incidim llum. El principi bàsic del dispositiu consistia en fer una emissió de llum adequada directament al receptor, que era la part on es connectava el telèfon. La modulació es feia mitjançant un miralla vibratori o un disc rotatori que de manera periòdica tallava el raig de llum. La resistència elèctrica del seleni (material utilitzat al receptor) variava inversament a la il·luminació; és a dir: la resistència augmentava com més foscor, i disminuïa com més llum obtingues el receptor.
El fotòfon va ser similar al telèfon, l'única diferencia evident va ser que aquest va utilitzar la llum com a mitjà per a fer l'intercanvi d'informació, i el telèfon va confiar en l'electricitat.
El fotòfon va ser patentat el 18 de desembre del 1880, però donada la pobre comunicació que va tenir el dispositiu, Bell no continuà amb la seva investigació. Tot i això es considera que la invenció del fotòfon va ser la base per al posterior desenvolupament de la fibra òptica i del làser.

### Parts

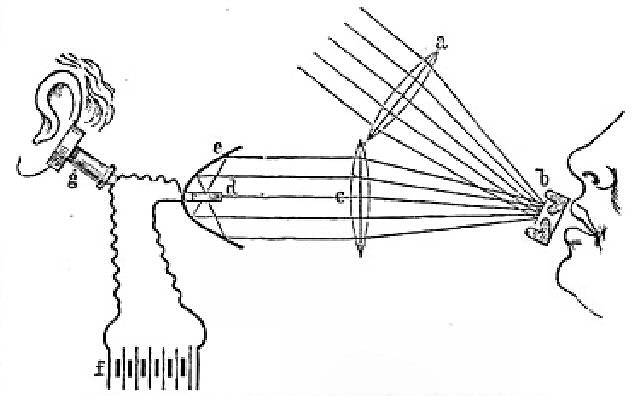
Esquema del funcionament del dispositiu

El dispositiu constava de dues parts principals:
- Emissor: un raig de llum potent rebotava contra un mirall que estava col·locat en direcció a un altre mirall oscil·lant, que vibrava en resposta a la veu del emissor. D'aquesta manera, quan la llum del sol el projectava sobre el mirall, les vibracions de la veu es superposaven amb el raig de llum reflectit.

- Receptor: el senyal modulat en forma de llum (provinent del mirall oscil·lant), es dirigeix cap a un receptor de seleni, les propietats del qual son convertir l'energia lumínica en voltatge per ser enviat a un telèfon a través d'un senyal d'àudio.

## Desenvolupaments posteriors
Tot i que els investigadors de Bell Telephone van fer diverses millores modestes en el disseny de Bell i Trainter, les transmissions de ràdio de Guillermo Marconi van començar a sobrepassar el màxim abast del fotòfon a partir del 1897, per tant, el seu desenvolupament es va estancar en la seva gran majoria fins que els experiments alemanys i austríacs van reprendre la idea a començaments del segle xx.
El físic alemany Ernst Ruhmer pensava que la millora de la sensibilitat de les cèl·lules de seleni, combinades amb les capacitats de recepció superiors de "l'arc de la parla" del professor H. T. Simon, farien que el fotòfon fos pràctic a distàncies més llargues. Ruhmer va portar a terme una sèrie de transmissions experimentals en el riu Havel i en el llac Wannasee en el 1901 i 1902. Va informar d'haver aconseguit enviar transmissions en bones condicions a distàncies de 15 quilòmetres amb el mateix èxit durant el dia com durant la nit. Va continuar amb els seus experiments a Berlín, fins al 1904, juntament amb la Deutsche Marine, la qual va subministrar reflectors d'alta potència pel seu ús en les transmissions.
El sistema alemany de Siemens & Halske va incrementar l'abast del fotòfon utilitzant làmpades d'arc de carboni modulades pel corrent, les quals proporcionaven un abast útil d'aproximadament 8 quilòmetres. Van produir unitats comercialment per la Deustche Marine, que es va adaptar encara més per augmentar el seu abast fins als 11 quilòmetres utilitzant la llum dels reflectors antiaèris modulats per veu.
La investigació del almirallat britànic durant la Primera Guerra Mundial, va donar com a resultat el desenvolupament d'un modulador de mirall vibratòri en el 1916. Les cèl·lules receptores de molibdenita, més sensibles, que també tenien una sensibilitat major a la radiació infraroja, van substituir les cèl·lules de seleni més antigues en el 1917. Els governs dels Estats Units i d'Alemanya també van treballar buscant millores tècniques al sistema de Bell.
Cap al 1935, la companyia alemanya Carl Zeiss ja havia començat a produir fotòfons infrarojos pels batallons de tancs de la Wehrmacht, utilitzant làmpades de tungstè amb filtres infrarojos modulats per miralls o prismes vibrants. Aquests també feien servir receptors que utilitzaven cèl·lules detectores i amplificadores de sulfur de plom, augmentant així el seu abast a 14 quilòmetres en condicions òptimes. Els exèrcits japonès i italià també van intentar un desenvolupament semblant de les telecomunicacions mitjançant ones de llum abans del 1945.
Diferents laboratoris militars, inclosos els dels Estats Units, van continuar amb els esforços de la investigació i el desenvolupament del fotòfon fins a la dècada de 1950, experimentant amb làmpades de vapor d'alta pressió i d'arc de mercuri entre 500 i 2000 volts de potència.